# Teddy und Annie – Die vergessenen Freunde
Teddy und Annie – Die vergessenen Freunde  (Originaltitel: The Forgotten Toys) ist eine britische Zeichentrickserie, die zwischen 1998 und 1999 produziert wurde. Die Geschichte basiert auf der Buchvorlage von James Stevenson.

## Handlung
Der Teddy und die Spielzeugpuppe Annie fallen durch einen dummen Zufall aus dem Reisegepäck ihrer neuen Freunde und sind von fortan auf sich allein gestellt. Die beiden versuchen also nun den Weg nach Hause zu finden und stoßen dabei immer wieder auf neue Herausforderungen und Abenteuer.

## Produktion und Veröffentlichung
Die Serie wurde zwischen 1998 und 1999 in Großbritannien produziert. Dabei sind 2 Staffeln mit 26 Folgen entstanden. Regie führte Graham Ralph. Am Drehbuch beteiligten sich Mark Holloway und Graham Ralph. Die Produktion übernahm Link Entertainment Ltd. London.
Die deutsche Erstausstrahlung fand am 2. März 1999 auf KiKA statt. Spätere Ausstrahlungen erfolgten ebenfalls auf ZDF und ORF eins. Ein Weihnachts-Special erschien am 25. Dezember 1999.

## Episodenliste

### Staffel 1
| Nr. | deutscher Titel        | Erstausstrahlung |
| 1   | Vergessen und verloren | 2. März 1999     |
| 2   | Gauner und Gespenster  | 3. März 1999     |
| 3   | Hund ohne Herrchen     | 4. März 1999     |
| 4   | Im Zoo                 | 5. März 1999     |
| 5   | Der Muskelmann         | 8. März 1999     |
| 6   | Teddy im Tutu          | 9. März 1999     |
| 7   | Im wilden Westen       | 10. März 1999    |
| 8   | Gefährlicher Ganove    | 11. März 1999    |
| 9   | Teddy in Trouble       | 12. März 1999    |
| 10  | Küken und Kokolores    | 15. März 1999    |
| 11  | Das Puppenparadies     | 16. März 1999    |
| 12  | Mutige Maskottchen     | 17. März 1999    |
| 13  | Haus in Flammen        | 18. März 1999    |

### Staffel 2
| Nr. | deutscher Titel             | Erstausstrahlung |
| 14  | Ein wunderbarer Held        | 22. März 2000    |
| 15  | Kohlfinger                  | 23. März 2000    |
| 16  | Kampf am Kühlschrank        | 24. März 2000    |
| 17  | Besuch vom Mars             | 27. März 2000    |
| 18  | Abrakadabra                 | 28. März 2000    |
| 19  | Rollentausch                | 29. März 2000    |
| 20  | Die Schöne auf der Spieluhr | 30. März 2000    |
| 21  | Die einsame Insel           | 31. März 2000    |
| 22  | King Kong und Annie         | 3. April 2000    |
| 23  | Das Baby                    | 4. April 2000    |
| 24  | Badefreuden                 | 5. April 2000    |
| 25  | Hundstage                   | 6. April 2000    |
| 26  | Schlafen statt shopping     | 7. April 2000    |